# Levalloiská technika

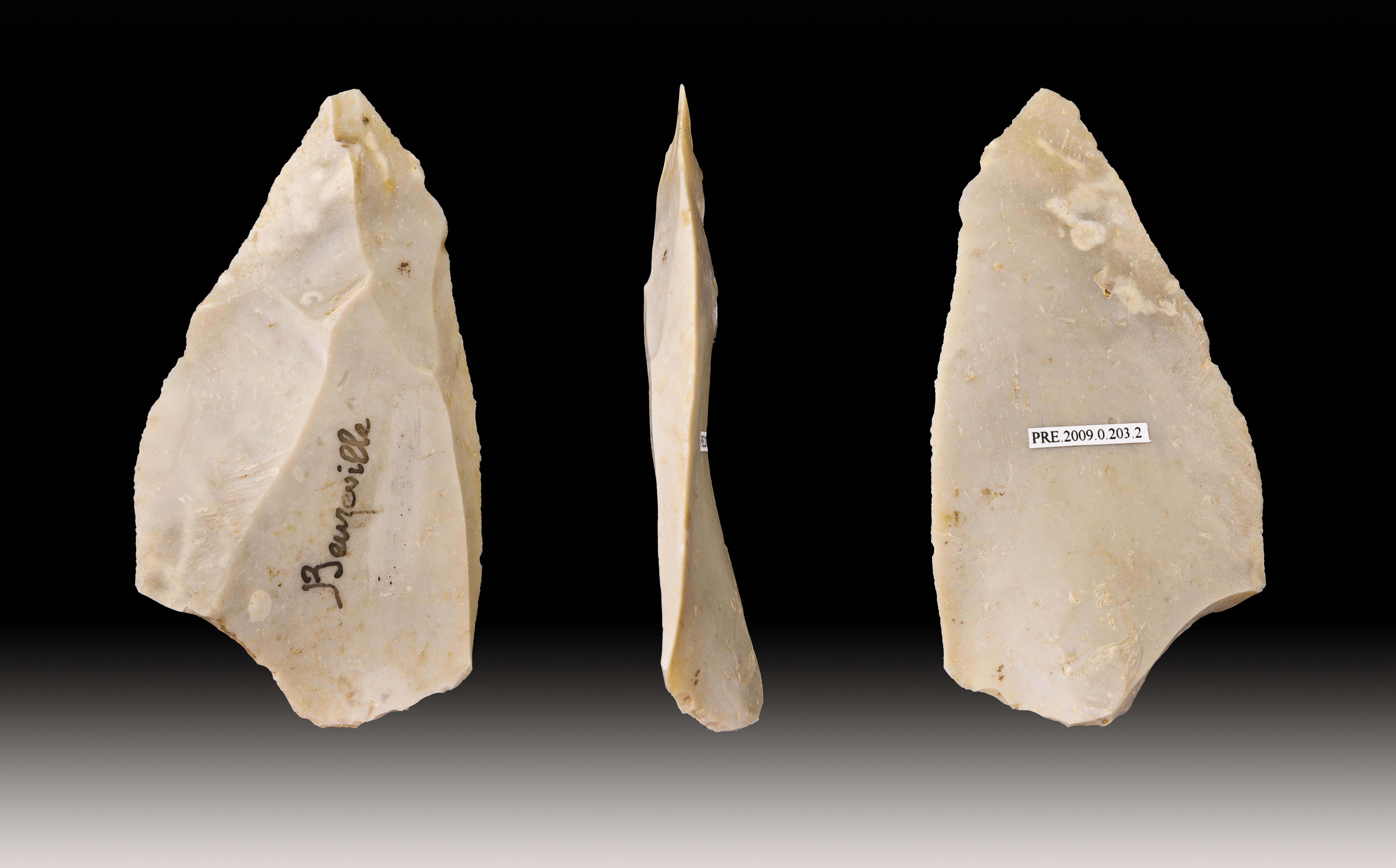
levalloiské hroty - Beuzeville

Levalloiská technika je způsob výroby kamenné štípané industrie, který se užíval ojediněle již během starého paleolitu. Hlavní těžiště jeho užití leží ve středním paleolitu, touto technikou vyráběné nástroje známe i z počátku mladého paleolitu.
Název vznikl podle naleziště ve městě Levallois-Perret na severozápadním okraji Paříže.
Hlavní princip této techniky spočívá v plošné úpravě jádra, které je tak předběžně připraveno k odštěpení samotného nástroje. Tato příprava jádra umožňuje odbíjet úštěpy pravidelného tvaru, stejně jako čepelky. Konečný výrobek se z tohoto jádra na vybraném místě odbíjí jediným úderem.
Tato metoda je vyspělejší než ty, které byly používané dříve, protože umožňuje mnohem větší kontrolu nad velikostí a tvarem budoucího nástroje. Nástroje takto vyráběné zahrnují škrabadla, nože, ale i tzv. levalloiské hroty.
Levalloiská technika se uplatnila v acheuléenu, taubachienu, moustérienu, bohunicienu a szeletienu.